# دیوید بادولف
دیوید بادولف (انگلیسی: David Buttolph؛ ‏ ۳ اوت ۱۹۰۲ – ۱ ژانویهٔ ۱۹۸۳) بازیگر و آهنگساز اهل ایالات متحده آمریکا بود.
از فیلم‌های او می‌توان به سه راز و مرداب اشاره کرد.